# Карпович Андрій Володимирович
Андрій Карпович (каз. Андрей Карпович, нар. 18 січня 1981, Семей) — казахський футболіст, який грав на позиції півзахисника. після завершення кар'єри гравця — казахський футбольний тренер.
Виступав, зокрема, за казахські клуби «Іртиш», «Кайрат», «Актобе» та «Астана», російські «Ростов» та «Динамо» (Москва), та збірну Казахстану. Двократний чемпіон Казахстану, фіналіст Кубку Росії.

## Клубна кар'єра
У дорослому футболі дебютував 1998 року виступами за команду клубу «Єлімай», в якій провів три сезони, взявши участь у 54 матчах чемпіонату. У 1998 році у складі клубу став чемпіоном Казахстану.
Згодом у сезоні 2001 року грав у складі команди «Іртиш», де провів також один сезон.
У 2002 році перейшов до складу російського клубу «Ростов», де провів два сезони. У складі клубу став фіналістом Кубка Росії 2002—2003 років.
У 2004 році повернувся у Казахстан, протягом трьох років виступав за алмаатинський клуб «Кайрат». У складі клубу став у 2004 році чемпіоном Казахстану.
Своєю грою за останню команду привернув увагу представників тренерського штабу клубу «Динамо» (Москва), до складу якого приєднався 2007 року. Відіграв за московських динамівців наступні два роки своєї ігрової кар'єри. Більшість часу, проведеного у складі московського «Динамо», був основним гравцем команди.
У 2009 року повернувся на батьківщину, де протягом року захищав кольори клубу «Локомотив» (Астана). У 2010 році перейшов до складу клубу «Актобе», а за рік повернувся до складу «Астани», де грав протягом наступного року. У 2011 році став володарем Суперкубка Казахстану.
У 2012—2013 роках Андрій Карпович виступав у складі футбольного клубу «Ордабаси» з Шимкента, у складі якого був володарем Суперкубка Казахстану.
У 2014 році грав у складі клубу «Атирау», провівши за команду 25 матчів в національному чемпіонаті, в яких забив 2 м'ячі.
Протягом 2015 року Андрій Карпович грав у складі клубу «Шахтар» із Караганди, у якому зіграв 21 матч у національній першості.
На початку 2016 року футболіст приєднався до новоствореної команди найвищого казахського дивізіону «Алтай» із Семея. Після року виступів у цьому клубі завершив кар'єру футболіста.

## Тренерська кар'єра
Андрій Карпович розпочав кар'єру тренера відразу після завершення виступів на футбольних полях, увійшовши до тренерського штабу «Кайрата», який очолив іспанський тренер Карлос Алос Феррер. Пізніше, після відставки головного тренера сам очолив тренерський штаб алматинської команди, привівши її до перемоги в кубку країни. Незважаючи на це, у кінці 2018 року Карповича вільнили з посади виконуючого обов'язки головного тренера «Кайрата». З початку 2019 року Андрій Карпович став головним тренером клубу «Окжетпес», у якому працював до 2020 року. У 2021—2022 роках колишній футболіст очолював команду «Кизилжар». У 2022 році Андрій Карпович нетривалий час очолював національну збірну Казахстану, після чого в цьому ж році очолив клуб «Актобе».

## Виступи за збірну
2000 року дебютував в офіційних матчах у складі національної збірної Казахстану. За час виступів провів у формі головної команди країни 55 матчів, забивши 3 голи.

## Титули та досягнення
Гравець
- Чемпіон Казахстану (2):

«Єлімай» (Семей): 1998
«Кайрат»: 2004
- Володар Суперкубку Казахстану (2):

«Астана»: 2011
«Ордабаси» (Шимкент): 2012
- Фіналіст Кубку Росії (1):

«Ростов»: 2002–2003
Тренер
- Володар Кубку Казахстану (1):

«Кайрат»: 2018